# Huit variations sur «Come un'agnello»
Pour les articles homonymes, voir Variations pour piano.
Les huit variations en la majeur pour piano sur « Come un'agnello », K. 460/454a, sont une œuvre pour piano attribuée à Wolfgang Amadeus Mozart et qui aurait été écrite en juin 1784 à Vienne. La pièce est formée de huit variations basées sur un air tiré du premier acte, scène 7 de l'opéra Fra i due litiganti de Giuseppe Sarti, qui a été représenté à Vienne le 28 mai 1783 après sa création à Milan le 14 septembre 1782.

## Authenticité
Il existe une version autographe (dans une collection privée en Suisse) des variations sur « Come un' agnello » et ne comprenant que deux variations. Ce fragment a été publié en 1959 par G. Henle Verlag.
Les huit variations généralement publiées sont connues par une copie retrouvée dans un monastère d'Osek en République tchèque. Artaria l'a publiée en 1803 en l'attribuant à Mozart. L'exposé du thème en octaves avec un accompagnement en triolets est éloigné de la manière de Mozart. 
Ce thème réapparaît plus tard dans la Danse allemande no 2 K. 509 et dans le second final de Don Giovanni.
Dans une lettre à son père du 9/12 juin 1784, Mozart dit qu'il a joué devant Sarti et qu'il a composé des variations sur son aria, que Sarti a appréciées avec beaucoup de joie. D'après la Neue Mozart-Ausgabe, il est probablement correct de dater le fragment de l'époque de cette visite de Mozart chez Sarti.
Une comparaison du fragment avec le cycle complet montre qu'aussi bien l'exposé du thème que les deux variations authentiques diffèrent totalement du texte des 8 variations.
Une série d'indices stylistiques surtout si on fait la comparaison avec le fragment KV 460/454a, permet de penser que la version à 8 variations est une œuvre attribuée à  Mozart d'une manière extrêmement douteuse. On y trouve cependant quelques formules mozartiennes. Il est donc vraisemblable que Sarti ou un autre compositeur a écrit cette pièce « à la manière de Mozart ».
La Neue Mozart-Ausgabe ne retient comme œuvre authentique que le fragment contenant deux variations.

## Structure
- Le Thème est en la majeur, à 
, 24 mesures, 2 sections répétées 2 fois (mesures 1 à 8, mesures 9 à 24)

Première reprise du Thème dans le fragment
La lecture audio n'est pas prise en charge dans votre navigateur. Vous pouvez télécharger le fichier audio.

Première reprise du Thème dans la version à 8 variations :
La lecture audio n'est pas prise en charge dans votre navigateur. Vous pouvez télécharger le fichier audio.